# Giovanni Foffani
Giovanni Caterino Luigi Foffani (Genova, 21 ottobre 1880 – Padova, 17 marzo 1937) è stato un calciatore italiano.

## Carriera
Socio del Genoa, in rosa dal 1902, vinse nel 1903 lo scudetto con i grifoni giocando la finale di campionato del 13 aprile contro la Juventus, vinta per 3 a 0 dai Grifoni.
Nel 1904 vinse con le riserve rossoblu, vestendo la fascia di capitano, la Seconda Categoria, una sorta di campionato giovanile ante-litteram, battendo nella finale del 17 aprile quattro a zero la Juventus II.
Tornò con i titolari nel 1905, dove scese in campo sei volte andando in rete in una occasione ovvero nella vittoria per tre a due contro l'US Milanese. A fine campionato si ritirò dall'attività agonistica.

## Palmarès

### Calciatore

#### Club

##### Competizioni nazionali
- Campionato italiano: 1

Genoa: 1903
- Seconda Categoria: 1

Genoa II: 1904